# Cardedu
Cardedu là một đô thị tại tỉnh Ogliastra trong vùng Sardinia, có vị trí khoảng 80 km về phía đông bắc của Cagliari và khoảng 15 km về phía nam của Tortolì. Tại thời điểm ngày 31 tháng 12 năm 2004, đô thị này có dân số 1.542 người và diện tích là 32,3 km².
Cardedu giáp các đô thị: Bari Sardo, Gairo, Jerzu, Lanusei, Osini, Tertenia.